# Club Deportivo Basket Zaragoza
Il Club Deportivo Basket Zaragoza è stato una società femminile di pallacanestro di Saragozza, fondata nel 2000 e scomparsa nel 2012.